# Графство Лебенау
Графството Лебенау (на немски: Grafschaft Lebenau, Liebenau, Lebenau-Hohenburg е средновековна територия от 1104 до края на 1229 г. в днешните Горна Бавария и провинция Залцбург.

## История
Графството е територия в Херцогство Бавария. Управлявано е от страничен клон на род Спанхайми. Първият граф е Зигфрид I фон Лебенау († 1132), син на Енгелберт I фон Спанхайм и внук на Зигфрид I фон Спанхайм.
Графовете на Лебенау са близки роднини на Спанхаймските херцози на Каринтия и на имперските графове на Ортенбург.
Главната резиденция на графството е построеният от граф Зигфрид I фон Лебенау около 1130 г. замък Лебенау близо до Лауфен на Залцах.
С измирането на графския род Лебенау става част на архиепископство Залцбург. През 1810 Залцбург става баварски, 1816 г. става австрийски, Лебенау обаче остава в Бавария.

## Списък на графовете на Лебенау
- Зигфрид I 1120 – 1132 граф на Арх, 1130 – 1132 граф на Лебенау
- Зигфрид II 1132 – 1164 граф на Лебенау, син на Зигфрид I
- Зигфрид III 1164 (малолетен), 1174 – 1190 граф на Лебенау-Хоенбург, син на Зигфрид II
- Ото I 1190 – 1205 граф на Лебенау-Хоенбург, син на Зигфрид II
- Зигфрид IV 1190 – 1205 граф на Лебенау-Хоенбург, син на Ото I
- Бернхард I 1210 – 1229 граф на Лебенау-Хоенбург, син на Ото I
- Филип фон Спанхайм 1247 – 1256 архиепископ на Залцбург, 1254 – 1279 граф на Лебенау, син на Бернхард II